# Вулф-Хершонов синдром
Вулф-Хершонов синдром (енгл. Wolf–Hirschhorn syndrome) је синдром делеције хромозома који је резултат делимичне делеције на кратком краку хромозома 4. Карактеристике укључују краниофацијални фенотип и менталну заосталост. 

## Знаци и симптоми
Најчешће карактеристике укључују изразити краниофацијални фенотип (микроцефалија), ограничење раста, менталну заосталост, мишићну хипотонију и конгениталне дефекте срца. Мање уобичајене карактеристике укључују хипоспадију, бубрежне аномалије и глувоћу. Недостаци антитела су такође чести, укључујући уобичајену варијабилну имунодефицијенцију и недостатак IgA. Имунитет Т-ћелија је нормалан. Вулф-Хершонов синдром је микроделецијски синдром узрокован делецијом. Око 13% је наслеђено од родитеља са хромозомском транслокацијом. Озбиљност симптома и изражени фенотип се разликују у зависности од количине избрисаног генетског материјала. Критични регион за одређивање фенотипа је на 4p16.3 и често се може открити генетским тестирањем. Иницијална дијагноза се заснива на различитом краниофацијалном фенотипу након рођења. Вулф-Хершонов синдром се потврђује откривањем делеције. Минимална инциденца порођаја је процењена 1 на 50.000.

## Историја
Вулф-Хершонов синдром је први пут описао 1961. године амерички педијатар Курт Хиршхорн рођен у Аустрији и његове колеге. Након тога, синдром је привукао пажњу широм света након публикација немачког генетичара Улриха Волфа и његових сарадника, посебно чланцима у немачком научном часопису Humangenetik.